# Централен регион (Камерун)
Централният регион (на френски: Centre) в Камерун (до 2008 г. Централна провинция) е една от 10-те региона на страната. Площта на региона е 68 953 km². Населяван е от близо 4 159 500 души (по изчисления към януари 2015 г.). Гъстотата е 60,32 души/km².
Централният регион граничи с:
- Адамауа на север;
- Южен регион на юг;
- Източен регион на изток;
- Литорал и Западен регион на запад.

Столицата на Камерун, Яунде, е разположена в Централен регион. Това превръща региона във важна индустриална зона.